# Systém množin
Systém množin na dané množině je v teorii množin libovolná množina jejích podmnožin
.
Je-li {\displaystyle X} množina, pak systém množin na {\displaystyle X} je libovolná množina podmnožin množiny {\displaystyle X}. Množina všech podmnožin množiny {\displaystyle X} je její potenční množina {\displaystyle {\mathcal {P}}(X)}.
Systém množin {\displaystyle S} se nazývá systém po dvou disjunktních množin, jestliže pro každé dva jeho prvky {\displaystyle A,B\in S} platí {\displaystyle A\neq B\implies A\cap B=\emptyset }.
Systém množin {\displaystyle S} se nazývá σ-systém (sigma-systém), právě když pro každý neprázdný spočetný podsystém platí, že jeho sjednocení je prvkem {\displaystyle S}.
Systém množin {\displaystyle S} se nazývá δ-systém (delta-systém), právě když pro každý neprázdný spočetný podsystém platí, že jeho průnik je prvkem {\displaystyle S}.
Systém množin {\displaystyle S} se nazývá okruh množin, právě když je neprázdný a pro každé dva jeho prvky {\displaystyle A,B\in S} platí {\displaystyle (A\cup B)\in S} a zároveň {\displaystyle (A\Delta B)\in S}, kde {\displaystyle \Delta } je symetrická diference.
Systém množin {\displaystyle S} se nazývá σ-okruh (sigma-okruh), právě když {\displaystyle S} je okruhem a zároveň je σ-systémem.
Systém množin {\displaystyle S} se nazývá δ-okruh (delta-okruh), právě když {\displaystyle S} je okruhem a zároveň je δ-systémem.
Systém množin {\displaystyle S} se nazývá algebra množin, právě když {\displaystyle S} je okruhem a zároveň existuje taková množina {\displaystyle A\in S}, že pro všechny prvky {\displaystyle P\in S} je {\displaystyle P\subseteq A}.
Systém množin {\displaystyle S} se nazývá σ-algebra množin neboli σ-těleso, právě když {\displaystyle S} je algebrou množin a zároveň je σ-systémem.
Systém množin {\displaystyle S} se nazývá δ-algebra množin neboli δ-těleso, právě když {\displaystyle S} je algebrou množin a zároveň je δ-systémem.